# 말각조정
말각조정(末角藻井) 또는 모줄임천장(-天障)은 고구려 고분에서 볼 수 있는 건축양식의 하나이다. 이러한 형식은 고구려에서뿐만 아니라 중국의 석실묘나 소아시아 지방 흑해 연안 등의 석실묘에서도 볼 수 있는 점으로 미루어 그 발원지(發源地)가 소아시아 지방으로 중국을 거쳐 고구려에 전래되어 온 것임을 알 수 있다. 현실의 주벽 위 부분에 주벽과 평행하여 계단식 층급(層級) 받침을 보통 2-3층, 많을 때는 5층까지 안으로 내밀어 천장 면적을 좁힌 다음, 그 위에 주벽선(主壁線)과 엇갈리도록 네 귀퉁이에서 각각 삼각평석(三角平石)의 받침돌을 내민 가구가 보인다. 속칭 투팔천장(鬪八天障)이라고도 불리는 이 형식의 특색은 건축 내부의 같은 평면의 공간을 한층 넓히는 효과를 가졌다.